# روئین مترولی
روئین مِترِوِلی (به گرجی: როინ მეტრეველი) (زادهٔ ۷ دسامبر ۱۹۳۹) یک سیاستمدار و آکادمیسین اهل گرجستان است. وی پس از پتره ملیکیشویلی و ایوانه جاواخیشویلی اولین رئیس منتخب دانشگاه دولتی تفلیس بود.و سال ها در مجلس گرجستان حضور داشت.او نویسنده بیش از ۳۰۰ نشریه علمی و کتاب در مورد قفقازشناسی است.

## دانشگاه دولتی تفلیس
روئین مترولی در سال ۱۹۹۱ به عنوان رئیس دانشگاه دولتی تفلیس منصوب شد. در آوریل ۱۹۹۲، شورای علمی جدید دانشگاه، رویین مترولی را به عنوان رئیس دانشگاه دولتی تفلیس انتخاب کرد. روین مترولی در سال ۱۹۹۷ برای بار دوم به عنوان رئیس انتخاب شد.

## فعالیت ها
- رئیس موسسه فرهنگی-آموزشی الکساندر پوشکین تفلیس (۱۹۸۶ تا ۱۹۸۹)
- رئیس دانشگاه دولتی تفلیس
- منشی دپارتمان علوم اجتماعی آکادمی علوم گرجستان
- عضو هیئت رئیسه آکادمی علوم گرجستان